# Iziàixor
Iziàixor (en rus: Изъяшор) és un poble (un possiólok) de la República de Komi, a Rússia, segons el cens del 2010 tenia 80 habitants.